# Whewellit
Whewellit ist ein selten vorkommendes Mineral aus der Mineralklasse der „Organischen Verbindungen“ mit der chemischen Zusammensetzung Ca(C2O4)·H2O und damit chemisch gesehen ein wasserhaltiges Calciumoxalat.
Whewellit kristallisiert im monoklinen Kristallsystem und entwickelt meist farblose und durchsichtige Kristalle bis etwa 20 cm Größe von isometrischem bis kurz-prismatischem Habitus, aber auch herzförmige Zwillinge. Bei polykristalliner Ausbildung in massigen Aggregaten kann Whewellit auch weiß erscheinen und durch Fremdbeimengungen auch eine graue, gelbliche oder bräunliche Farbe annehmen. Die Strichfarbe des Minerals ist allerdings immer weiß.

## Etymologie und Geschichte
Erstmals entdeckt wurde Whewellit im „Glückauf-Schacht“ bei Burgk in Sachsen und beschrieben 1852 durch Henry James Brooke (1771–1857) und William Hallowes Miller (1801–1880), die das Mineral nach dem britischen Philosophen und Wissenschaftshistoriker William Whewell (1794–1866) benannten.

## Klassifikation
In der veralteten 8. Auflage der Mineralsystematik nach Strunz gehörte der Whewellit zur Mineralklasse der „Organischen Verbindungen“ und dort zur Abteilung der „Salze organischer Säuren“, wo er zusammen mit Humboldtin, Minguzzit, Oxammit, Stepanovit, Weddellit und Zhemchuzhnikovit die „Oxalat-Gruppe“ mit der System-Nr. IX/A.01 bildete.
Im zuletzt 2018 überarbeiteten und aktualisierten Lapis-Mineralienverzeichnis nach Stefan Weiß, das sich aus Rücksicht auf private Sammler und institutionelle Sammlungen noch nach dieser alten Form der Systematik von Karl Hugo Strunz richtet, erhielt das Mineral die System- und Mineral-Nr. IX//A.01-10. In der „Lapis-Systematik“ entspricht dies der Abteilung „Salze organischer Säuren“, wo Whewellit zusammen mit Antipinit, Caoxit, Coskrenit-(Ce), Deveroit-(Ce), Falottait, Glushinskit, Humboldtin, Levinsonit-(Y), Lindbergit, Middlebackit, Minguzzit, Moolooit, Natroxalat, Novgorodovait, Oxammit, Stepanovit, Weddellit, Wheatleyit, Zhemchuzhnikovit und Zugshunstit-(Ce) ebenfalls die Gruppe der „Oxalate [C2O4]2−“ (IX//A.01) bildet.
Auch die seit 2001 gültige und von der International Mineralogical Association (IMA) zuletzt 2009 aktualisierte 9. Auflage der Strunz’schen Mineralsystematik ordnet den Whewellit in die Abteilung der „Salze von organischen Säuren“ ein. Diese ist weiter unterteilt nach der Art der salzbildenden Säure, so dass das Mineral entsprechend seiner Zusammensetzung in der Unterabteilung „Oxalate“ zu finden ist, wo es als einziges Mitglied die unbenannte Gruppe 10.AB.45 bildet.
Die Systematik der Minerale nach Dana ordnet den Whewellit ebenfalls in die Klasse und dort in die gleichnamige Abteilung der „Organischen Minerale“ ein. Hier ist er als einziges Mitglied in der unbenannten Gruppe 50.01.01 innerhalb der Unterabteilung „Salze organischer Säuren (Oxalate)“ zu finden.

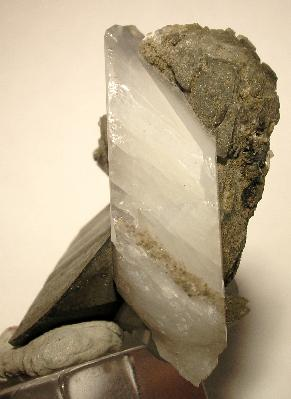
Perfekt ausgebildeter Whewellitkristall aus Schlema im Erzgebirge (Größe 2,9 cm × 2,8 cm × 2,3 cm)

## Kristallstruktur
Whewellit kristallisiert monoklin in der Raumgruppe P21/n (Raumgruppen-Nr. 14, Stellung 2) mit den Gitterparametern a = 6,29 Å; b = 14,58 Å; c = 10,12 Å und β = 109,5° sowie 8 Formeleinheiten pro Elementarzelle.

## Bildung und Fundorte
Auch wenn es sich bei Whewellit um das Salz einer organischen Säure handelt, so müssen bei der Bildung keine biologischen Prozesse beteiligt sein. Whewellit bildet sich als selten vorkommendes Primärmineral in niedriggradigen hydrothermalen Carbonat-Sulfid-Adern oder -Geoden. Begleitminerale sind unter anderem Calcit, Baryt, Sphalerit, Pyrit, Weddellit und wachsartige Kohlenwasserstoffe.
Als seltene Mineralbildung konnte Whewellit nur an wenigen Fundorten nachgewiesen werden, wobei bisher rund 70 Fundorte (Stand 2017) als bekannt gelten. Neben seiner Typlokalität Burgk konnte das Mineral in Deutschland noch bei Freiberg, Schlema und Hartenstein in Sachsen; bei Peine in Niedersachsen; bei Ibbenbüren in Nordrhein-Westfalen; im „Hannebacher Ley“ in der rheinland-pfälzischen Gemeinde Spessart (Brohltal) sowie bei Gera in Thüringen. In Österreich fand sich Whewellit bisher nur am Graukogel in den Hohen Tauern.
Weitere Fundorte befinden sich in Australien, Brasilien, Frankreich, Grönland, Italien, Mexiko, Rumänien, Russland, Slowakei, Tschechien, Ukraine, Ungarn, England im Vereinigten Königreich und in mehreren Regionen in den Vereinigten Staaten von Amerika (USA).
Whewellit kann im Urin auskristallisieren und zur Bildung von Harnsteinen führen. Ursache ist meist eine hohe Oxalsäure- oder Calciumoxalataufnahme mit der Nahrung (Sauerampfer, Spinat, Mangold, Rote Beete, Kakao). Etwa zwei Drittel aller Harnsteine des Menschen sind Whewellit, womit es das häufigstes Harnsteinmineral ist.
In der Tiermedizin treten Whewellit-Steine vor allem bei Hunden und Katzen immer häufiger auf.